# FC Tokyo
FC Tokyo (Japans: FC東京, Efushī Tōkyō) is een Japanse club die uitkomt in de J-League. De thuisbasis van de club is het Ajinomoto Stadium wat het deelt met Tokyo Verdy 1969.

## Geschiedenis
FC Tokyo werd in 1935 opgericht als Tokyo Gas Football Club, het bedrijfsteam van de gasmaatschappij van Tokio. Het is oorspronkelijk een van de oudste teams in Japan. Het team speelde gedurende lange tijd in de lagere regionen van het Japanse voetbal, pas in 1991 verscheen het op een hoger niveau, namelijk in de Japan Football League. In 1998 was er een consortium van verschillende bedrijven dat extra geld stak in de club. Dit resulteerde in het kampioenschap van de J-League 2 in 1999. Het debuteerde derhalve in 2000 in de J-League. De club veranderde toen haar naam in het huidige FC Tokyo en is daarmee een van de weinige clubs zonder een toevoeging aan de plaatsnaam. Ook is het de enige club zonder mascotte. In de J-League verraste het iedereen door in het eerste seizoen op een respectabele 7e plaats te eindigen. De club is populairder dan concurrent Tokyo Verdy 1969 en eindigt meestal in de middenmoot in de hoogste divisie. In 2004 en 2009 werd de J-League Cup gewonnen, in 2011 de Emperor's Cup, het nationale bekertoernooi.

## Erelijst
- J-League 2

1999, 2011
- Emperor's Cup

2011
- J-League Cup

2004, 2009
- Suruga Bank Cup

2010

## Eindklasseringen
- Eerst wordt de positie in de eindranglijst vermeld, daarna het aantal teams in de competitie van het desbetreffende jaar. Voorbeeld 1/18 betekent plaats 1 van 18 teams in totaal.

| Jaar | J1    | J2   |
| ---- | ----- | ---- |
| 1999 |       | 2/10 |
| 2000 | 7/16  |      |
| 2001 | 8/16  |      |
| 2002 | 9/16  |      |
| 2003 | 4/16  |      |
| 2004 | 8/16  |      |
| 2005 | 10/18 |      |
| 2006 | 13/18 |      |
| 2007 | 12/18 |      |
| 2008 | 6/18  |      |
| 2009 | 5/18  |      |
| 2010 | 16/18 |      |
| 2011 |       | 1/20 |
| 2012 | 10/18 |      |
| 2013 | 8/18  |      |
| 2014 | 9/18  |      |
| 2015 | 3/18  |      |
| 2016 | 9/18  |      |
| 2017 | 13/18 |      |
| 2018 | 6/18  |      |
| 2019 | 2/18  |      |

## Bekende (oud-)spelers
- Yuto Nagatomo
- Yasuyuki Konno
- Tadanari Lee
- Yuichi Komano
- Masashi Oguro
- Masahiko Inoha
- Akira Kaji
- Ryoichi Maeda
- Yoichi Doi
- Takashi Fukunishi
- Naotake Hanyu
- Ryoichi Kawakatsu
- Tetsuya Asano
- Tadatoshi Masuda
- Wagner Lopes
- Shuichi Gonda
- Teruyuki Moniwa
- Daisuke Sakata
- Daiki Takamatsu
- Sota Hirayama
- Takuji Yonemoto
- Kazuma Watanabe
- Naohiro Ishikawa
- Yuhei Tokunaga
- Hideto Takahashi
- Kosuke Ota
- Masato Morishige
- Yoshinori Muto
- Yuichi Maruyama
- Jade North
- Nathan Burns
- Edwin Ifeanyi
- Paulo Wanchope
- Santiago Salcedo
- Lassad Nouioui